# Nicki (chanteuse)
Nicki, de son vrai nom Doris Andrea Hrda (née le 2 novembre 1966 à Plattling) est une chanteuse allemande.

## Biographie
Nicki grandit avec trois frères et deux sœurs à Plattling, en Basse-Bavière. En 1982, Gog Seidl la découvre lors d'un concours de talents à Landshut et lui donne un contrat d'enregistrement. En 1983, son premier single Servus, Mach's guat, une chanson schlager en bavarois, est son premier succès. Le nom de scène "Nicki" est à la mode de la pop star Sandra. Nicki reste fidèle à son dialecte et réussit également avec de nombreux autres titres.
La chanteuse de 1,52 m va dans les répertoires du rock, de la calypso, de la soul, de la synthpop et de la country. Les plus grands succès de Nicki sont composés par Harald Steinhauer et écrits par Helmut Frey. Nicki est dans des programmes musicaux à la télévision - notamment en solo ou avec un groupe, 35 fois dans le ZDF Hitparade (1984 à 1996) - et donne des concerts. En 1996, elle fait ses débuts en tant qu'animatrice du spectacle Das große Wunschkonzert.
Elle prend ensuite sa retraite du spectacle et se consacre à la vie de famille. En septembre 2006, elle fait son grand retour avec son nouvel album I gib wieder Gas. Il comprend une reprise de No No Never de Texas Lightning, la chanson de l'Allemagne au Concours Eurovision de la chanson 2006, reprise en bavarois sous le titre Nie im Leben. En décembre 2006, elle met fin à son spectacle de retour pour des raisons de santé. Toutes les dates, y compris une tournée prévue pour 2007, sont annulées.
En 2008, Nicki célèbre son 25e anniversaire sur scène et annonce qu'elle souhaite à nouveau travailler dans le secteur de la musique. Le 1er juin 2008, elle reçoit le prix ARGE Media Award 2008 dans le cadre de la Bayrischen Königinnentages à Lalling. Elle reçoit le prix pour son œuvre et son engagement social. Nicki fait don du prix doté de 2 000 euros à Niko, un enfant de cinq ans gravement handicapé, qui avait besoin d'un ascenseur. Nicki organise aussi pour lui un concert de charité avec le groupe El Matadors à Deggendorf le 14 septembre 2008.
En 2013, la chanteuse fête ses 30 ans et donne à cette occasion deux concerts de jubilé à Plattling. En novembre 2013, elle reçoit un Smago Award.
Le 13 septembre 2015, Nicki anime l'émission Goldschlager – Die Hits der Stars sur Sat.1 Gold. Le tournage eut lieu le 6 août à la forteresse de Marienberg, dans le jardin de la Résidence et dans les vignes de Wurtzbourg.
Patrick Lindner & Nicki publient le 5 janvier 2018 le duo Baby Voulez Vous.
Nicki vit avec son mari et ses deux filles (nées en 2001 et 2003) à Plattling. Lors de l'émission ARD Das Sommerfest am See avec Florian Silbereisen le 31 mai 2014, Nicki déclare avoir épousé son partenaire deux ans plus tôt, le 3 décembre 2011.

## Discographie
Albums
- 1985 : Servus, Nicki
- 1985 : Weihnachten mit Nicki
- 1986 : Ganz oder gar net
- 1987 : Kleine Wunder
- 1988 : Radio Bavaria
- 1990 : Immer mehr
- 1992 : Grenzenlos
- 1993 : Tausend Fragen
- 1995 : Ois Easy – 10 neue Country Songs
- 1996 : Herzsprünge
- 1999 : Zurück zu mir
- 2006 : I gib wieder Gas
- 2009 : Passt scho!
- 2011 : So wie i
- 2018 : Herzhoamat

## Source de la traduction
- (de) Cet article est partiellement ou en totalité issu de l’article de Wikipédia en allemand intitulé « Nicki (Sängerin) » (voir la liste des auteurs).